# Gary Bradds
Gary Lee "Tex" Bradds (Jamestown, Ohio, 26 de julio de 1942 - Columbus, Ohio, 15 de julio de 1983) fue un jugador de baloncesto estadounidense que disputó 6 temporadas como profesional, dos en la NBA y las otras 4 en la ABA. Con 2,03 metros de estatura, jugaba en la posición de alero. Fue un brillante jugador universitario, siendo elegido en 1964 Jugador del Año de la NCAA. Falleció víctima de un cáncer a los 41 años de edad.

## Trayectoria deportiva

### Universidad
Antes de acudir a la universidad, en su etapa de high school, entre 1957 y 1961, fue elegido en tres ocasiones en el mejor quinteto de la liga, y en dos, en el mejor del estado de Ohio. Jugó durante 4 temporadas con los Buckeyes de la Universidad de Ohio State, donde tuvo como compañeros a gente como Jerry Lucas, John Havlicek o Bobby Knight. No fue precisamente hasta su temporada júnior cuando despuntó, tras pasar Lucas a profesionales. Promedió 28 puntos y 13 rebotes en su tercera temporada. En su último año anotó 40 o más puntos en seis partidos consecutivos, incluido un récord de la universidad, al conseguir 49 puntos ante Illinois. Durante esa racha, promedió 44,3 puntos, haciendo el 46% de los puntos de su equipo. En sus dos últimas temporadas fue elegido en el mejor quinteto de la Big Ten Conference, siendo además elegido mejor jugador universitario a nivel nacional en 1964. Fue también incluido en sus dos últimas temporadas en el primer equipo All-American.
En el total de su carrera universitaria promedió 20,7 puntos y 9,5 rebotes por partido. Fue el segundo jugador de la historia de los Buckeyes en serle retirada su camiseta con el número 35 como homenaje, el 27 de enero de 2001, en una ceremonia celebrada durante el descanso de un partido ante Michigan State.

### Profesional

#### No funcionó en la NBA (1964-1966)
Fue elegido en la tercera posición del Draft de la NBA de 1964 por Baltimore Bullets. Pero no tuvo fortuna en la liga profesional. En su primera temporada apenas jugó 8 minutos en cada uno de los 41 partidos que disputó, promediando 3,3 puntos y 2,0 rebotes por partido. Tras tres partidos disputados en la temporada 1965-66, fue cortado por su equipo.

#### Encuentra su hueco en la ABA (1967-1971)
Tras una temporada en blanco, en 1967 ficha por los Oakland Oaks de la ABA, la liga rival de la NBA. Ese año, saliendo desde el banquillo, sus promedios subieron hasta los 12,6 puntos y 5,9 rebotes, jugando más de 20 minutos por noche, pero los Oaks acabarían últimos de su división, sin posibilidad de jugar los playoffs. Su gran temporada sería la siguiente, en la que por fin se hizo un hueco en el cinco inicial, al lado de jugadores de la clase de Rick Barry, Doug Moe o Larry Brown. sus estadísticas en la temporada regular fueron de 18,7 puntos y 7,7 rebotes, que subirían hasta los 20,5 y 10,1 en los playoffs, anotando 40 puntos en el primer partido de las Finales ante Indiana Pacers. Los Oaks finalmente ganarían el campeonato, al imponerse 4-1.
Al año siguiente, el equipo sería vendido a un empresario de la Costa Este, estableciéndose en la capital del país, pasando a denominarse Washington Capitols. Bradds continuó con un buen nivel de juego, aunque sus estadísticas bajaron hasta los 13,4 puntos y 5,6 rebotes, cifras que se vieron disminuidas aún más en los playoffs, donde no llegó a los 10 puntos por noche. En 1970 sería traspasado a los Carolina Cougars, pero solo jugó en siete partidos, antes de ser traspasado nuevamente a los Texas Chaparrals, donde fue uno de los jugadores menos utilizados por su entrenador. finalizada la temporada, decidió retirarse. En el total de su trayectoria profesional promedió 12,2 puntos y 5,5 rebotes por partido.

## Estadísticas de su carrera en la NBA y la BAA

### Temporada regular
| Temporada | Edad | Equipo              | Liga  | P   | TIT | MIN  | TC  | TCA  | %TC  | 3P  | 3PA | %3P  | TL  | TLA | %TL  | R.OF. | R.DEF. | REB | ASIS | ROB | TAP | PER | FP  | PTS  |
| 1964-65   | 22   | Baltimore Bullets   | NBA   | 41  |     | 8.2  | 1.1 | 2.7  | .414 |     |     |      | 1.1 | 1.5 | .714 |       |        | 2.0 | 0.5  |     |     |     | 0.9 | 3.3  |
| 1965-66   | 23   | Baltimore Bullets   | NBA   | 3   |     | 5.0  | 0.7 | 2.0  | .333 |     |     |      | 1.0 | 1.3 | .750 |       |        | 2.7 | 0.3  |     |     |     | 0.3 | 2.3  |
| 1967-68   | 25   | Oakland Oaks        | ABA   | 49  |     | 21.5 | 4.1 | 9.0  | .452 | 0.0 | 0.1 | .000 | 4.5 | 5.8 | .781 |       |        | 5.9 | 1.0  |     |     | 1.7 | 2.7 | 12.6 |
| 1968-69   | 26   | Oakland Oaks        | ABA   | 75  |     | 30.0 | 6.9 | 13.9 | .497 | 0.0 | 0.1 | .143 | 4.9 | 5.9 | .820 | 2.6   | 5.1    | 7.7 | 1.2  |     |     | 2.3 | 3.3 | 18.7 |
| 1969-70   | 27   | Washington Capitols | ABA   | 60  |     | 20.7 | 4.9 | 10.1 | .480 | 0.0 | 0.1 | .000 | 3.6 | 4.4 | .828 | 1.6   | 4.1    | 5.6 | 0.9  |     |     | 2.0 | 3.0 | 13.4 |
| 1970-71   | 28   | TOTAL               | ABA   | 26  |     | 12.3 | 2.0 | 4.9  | .409 | 0.0 | 0.1 | .000 | 1.5 | 2.2 | .672 | 1.5   | 2.5    | 4.0 | 0.5  |     |     | 1.0 | 1.6 | 5.5  |
| 1970-71   | 28   | Carolina Cougars    | ABA   | 7   |     | 16.3 | 2.4 | 6.4  | .378 | 0.0 | 0.1 | .000 | 1.4 | 2.6 | .556 | 1.9   | 4.0    | 5.9 | 0.3  |     |     | 1.7 | 2.1 | 6.3  |
| 1970-71   | 28   | Texas Chaparrals    | ABA   | 19  |     | 10.9 | 1.8 | 4.3  | .427 | 0.0 | 0.1 | .000 | 1.5 | 2.1 | .725 | 1.4   | 1.9    | 3.3 | 0.6  |     |     | 0.7 | 1.4 | 5.2  |
| Total     |      |                     | TOTAL | 254 |     | 20.5 | 4.4 | 9.2  | .475 | 0.0 | 0.1 | .056 | 3.5 | 4.4 | .798 | 2.0   | 4.3    | 5.5 | 0.9  |     |     | 1.9 | 2.5 | 12.2 |
|           |      |                     | ABA   | 210 |     | 23.1 | 5.0 | 10.6 | .478 | 0.0 | 0.1 | .056 | 4.0 | 5.0 | .803 | 2.0   | 4.3    | 6.2 | 1.0  |     |     | 1.9 | 2.8 | 14.1 |
|           |      |                     | NBA   | 44  |     | 8.0  | 1.1 | 2.7  | .410 |     |     |      | 1.1 | 1.5 | .716 |       |        | 2.1 | 0.5  |     |     |     | 0.8 | 3.3  |

### Playoffs
| Temporada | Edad | Equipo              | Liga  | P  | MIN | TCA | TC  | 3PA | 3P | TLA | TL  | R.OF. | REB | ASIS | PER | FP | PTS | %TC  | %3P   | %FT   | MIN  | PTS  | REB  | AST |
| 1964-65   | 22   | Baltimore Bullets   | NBA   | 1  | 5   | 2   | 3   |     |    | 2   | 2   |       | 2   | 0    |     | 0  | 6   | .667 |       | 1.000 | 5.0  | 6.0  | 2.0  | 0.0 |
| 1968-69   | 26   | Oakland Oaks        | ABA   | 16 | 517 | 121 | 253 | 0   | 0  | 86  | 103 |       | 162 | 15   | 34  | 66 | 328 | .478 |       | .835  | 32.3 | 20.5 | 10.1 | 0.9 |
| 1969-70   | 27   | Washington Capitols | ABA   | 6  | 116 | 25  | 61  | 1   | 1  | 6   | 12  |       | 17  | 3    | 11  | 17 | 57  | .410 | 1.000 | .500  | 19.3 | 9.5  | 2.8  | 0.5 |
| Total     |      |                     | TOTAL | 23 | 638 | 148 | 317 | 1   | 1  | 94  | 117 |       | 181 | 18   | 45  | 83 | 391 | .467 | 1.000 | .803  | 27.7 | 17.0 | 7.9  | 0.8 |
|           |      |                     | ABA   | 22 | 633 | 146 | 314 | 1   | 1  | 92  | 115 |       | 179 | 18   | 45  | 83 | 385 | .465 | 1.000 | .800  | 28.8 | 17.5 | 8.1  | 0.8 |
|           |      |                     | NBA   | 1  | 5   | 2   | 3   |     |    | 2   | 2   |       | 2   | 0    |     | 0  | 6   | .667 |       | 1.000 | 5.0  | 6.0  | 2.0  | 0.0 |

## Vida personal
Tras retirarse de las canchas de baloncesto, Bradds fue entrenador asistente y profesor en la Escuela Elementaria Principal de Greeneview South.
Falleció el 15 de julio de 1983, a los 40 años de edad víctima de un cáncer, dejando viuda a su mujer, Eileen, y tres hijos.